# Rohliny
Rohliny jsou vesnice, část obce Mírová pod Kozákovem v okrese Semily. Rohliny leží v katastrálním území Bělá u Turnova o výměře 6,38 km². Na území části obce Rohliny zasahuje osada a základní sídelní jednotka Záholice.

## Historie
První písemná zmínka o vesnici pochází z roku 1603.

## Další fotografie

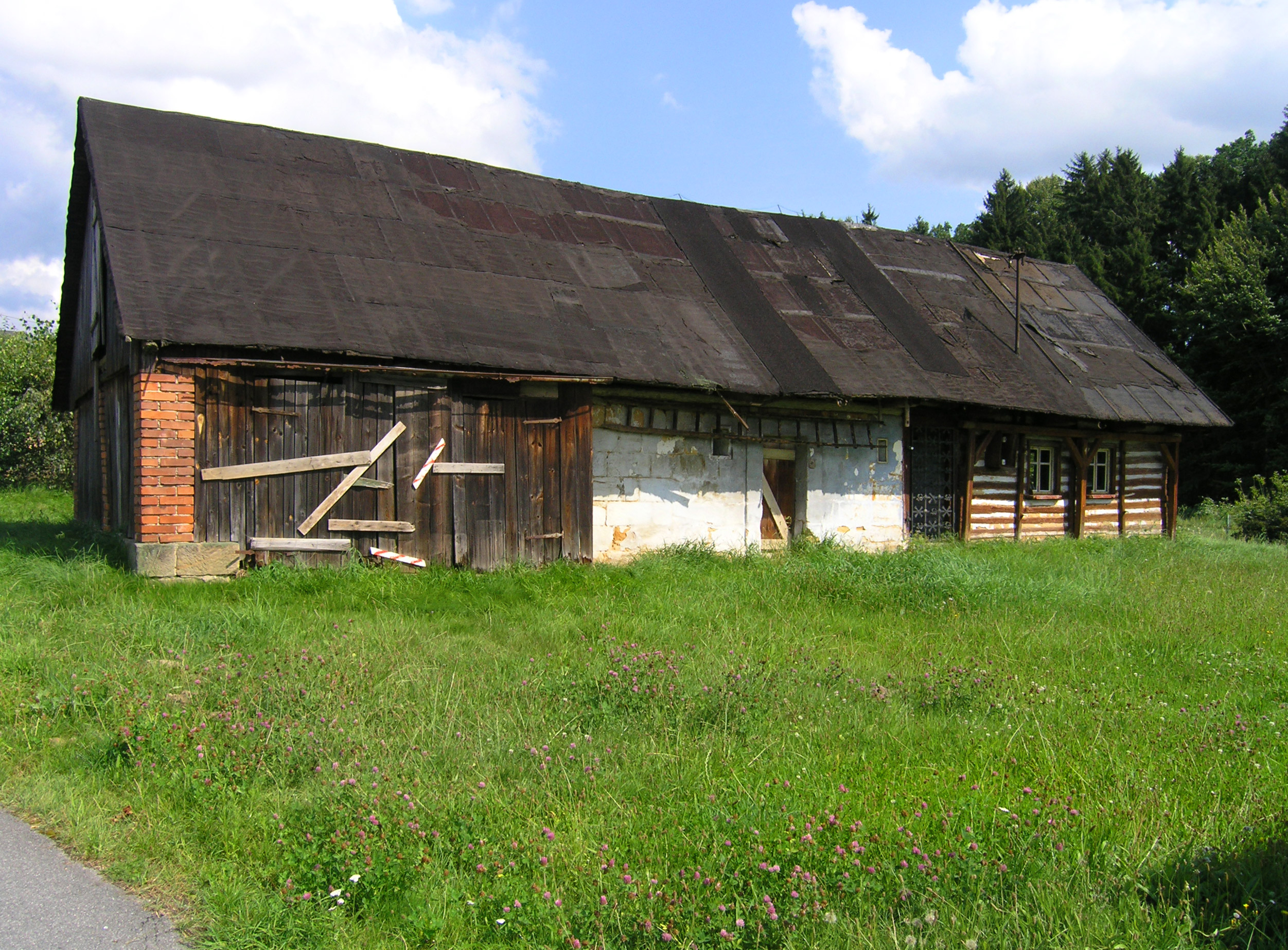
Bývalá stáj
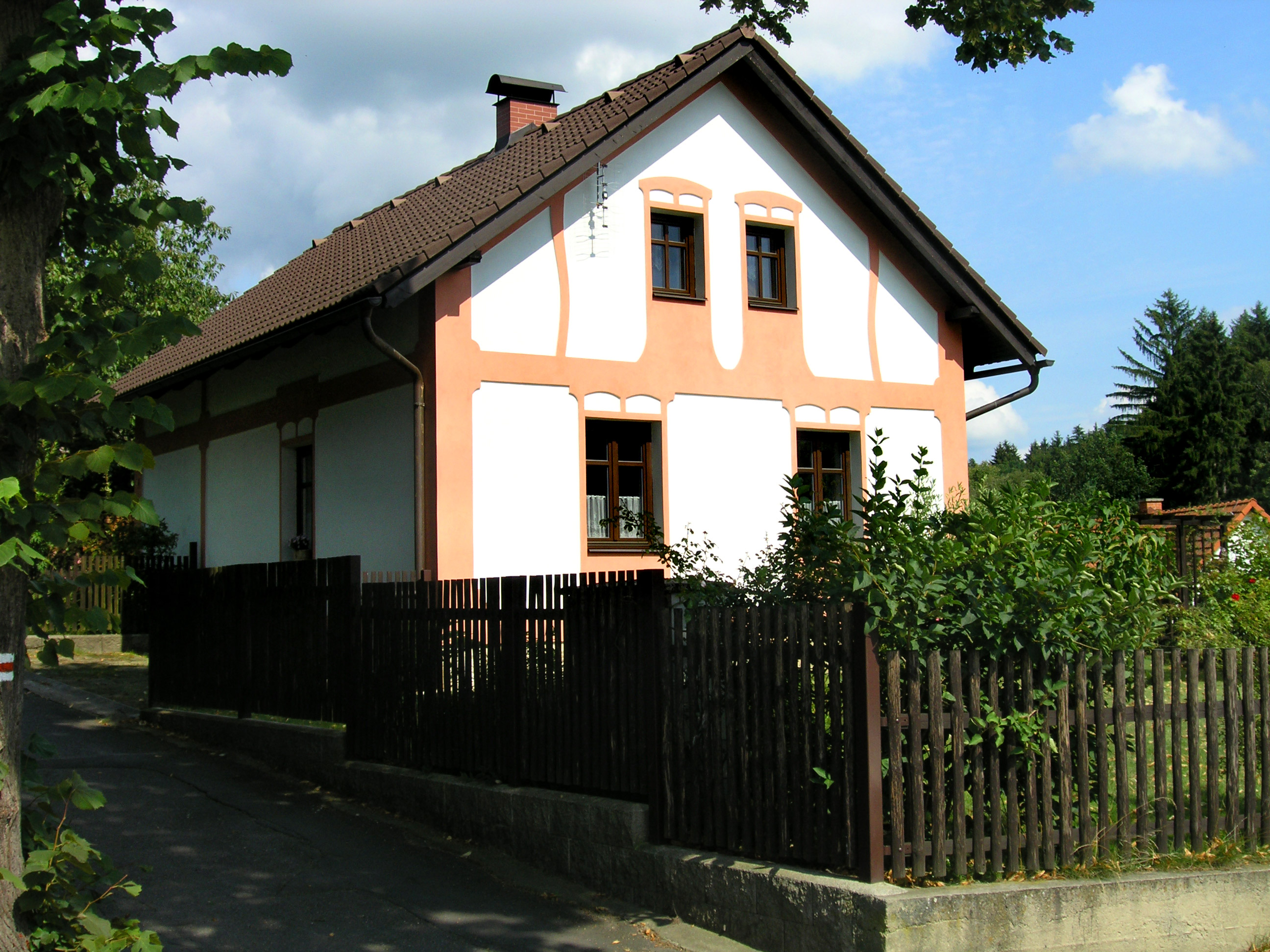
Dům čp. 31